# Тлатилько

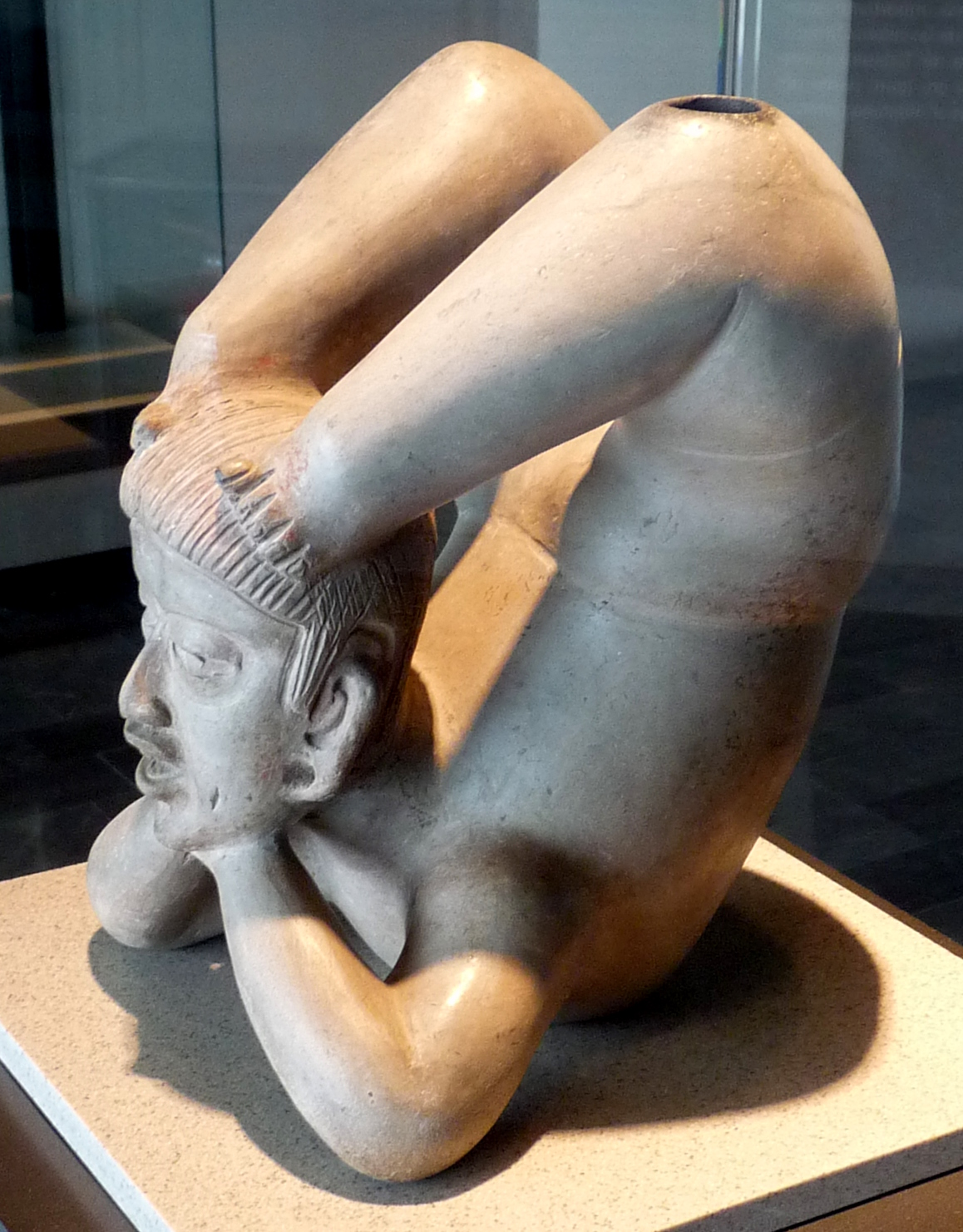
Керамическая фигурка из Тлатилько, известная как «акробат», около 1300—800 до н. э. В левом колене «акробата» имеется отверстие для розлива жидкости

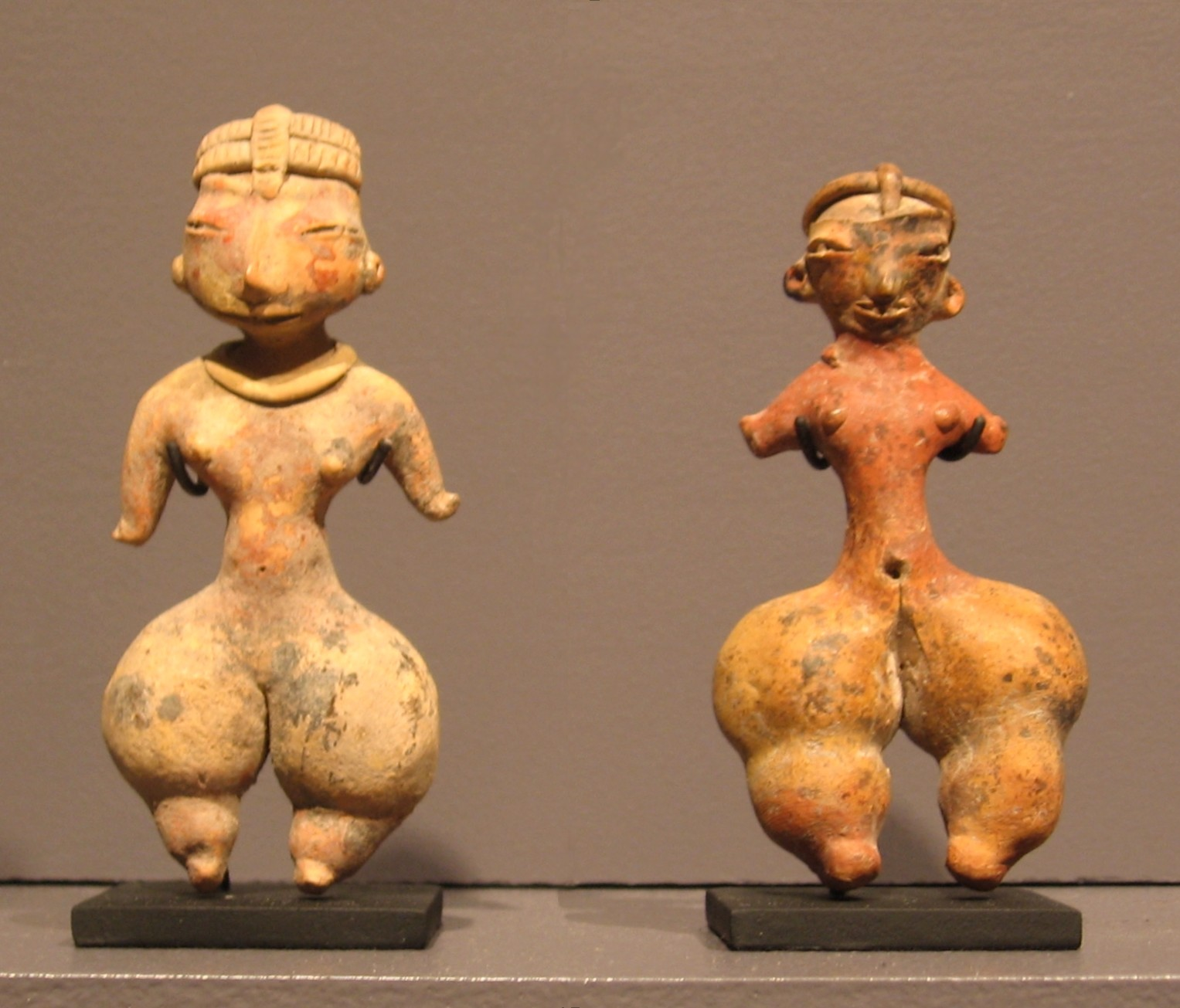
Две фигурки из Тлатилько, 1000—800 до н. э.

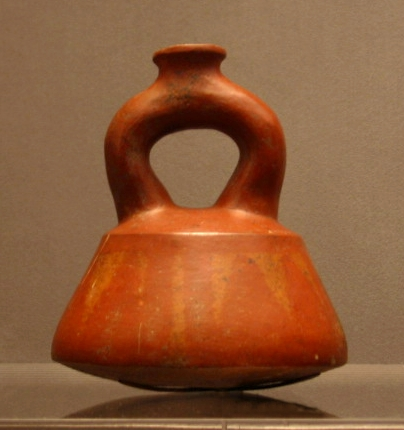
Usually associated with the Inca, this stirrup jar is from Tlatilco, 1100—800 BCE.

Тлатилько (англ. Tlatilco) — крупное доколумбово городище в долине Мехико, расположенное невдалеке от района Тлатилько в муниципалитете Наукальпан, Штат Мехико, который входит в мегалополис г. Мехико. Это было одно из первых вождеств, возникнувших в долине и процветавших на западном берегу озера Тескоко в течение среднего предклассического периода примерно с 1250 по 700 гг. до н. э.
В более широком смысле название Тлатилько относится к археологической культуре, которая также включает древний город Тлапакойя на восточном берегу озера Чалько, а также город Коапешко.
Название Тлатилько происходит из языка науатль, на котором оно означает «место мистерий (тайных явлений)». Название дали переселенцы-ацтеки, которые прибыли в долину, когда культура Тлатилько уже исчезла.

## Характеристика
Тлатилько отличается высококачественными керамическими произведениями, многие из которых несут на себе отпечаток ольмекского искусства, а также своими статуэтками, у которых нередко встречается характерный для ольмеков мотив детского лица. В то же время, у местной керамики есть и немало таких особенностей, которые свидетельствуют о местной керамической традиции.
Многие захоронения, в основном лиц с высоким статусом, содержат свидетельства вырывания зубов и искусственной деформации черепа.
Основным продуктом сельского хозяйства Тлатилько была кукуруза, также культивировались бобы, амарант, тыква, перец чили. Кроме них, в пищу употреблялась разнообразная птица, включая перелётных птиц, а также дикие кролики и другие мелкие млекопитающие, олени и антилопы.
Кульминации Тлатилько достиг в период 1000—700 до н. э. во время так называемого Ольмекского горизонта. На следующей стадии, известной как период Сакатенко (Zacatenco), 700—400 до н. э., наблюдается постепенный выход из употребления ольмекской иконографии и форм.
Многие статуэтки из Тлатилько изображают людей с различными аномалиями или уродствами. Примерами могут служит «раздвоенная» маска или несколько двуглавых женских фигур.

## Культура Тлатилько
С точки зрения археологии, возникновение культуры Тлатилько характеризуется распространением художественных форм и керамических изделий, относящихся к раннему горизонту. Культура характеризуется наличием следующих особенностей:
- как ритуальная, так и бытовая керамика.
- как животные, так и человеческие фигурки, выполненные в несколько стилизованной манере.
- глиняные маски и другие экзотические ритуальные предметы.
- пышные захоронения с могильными дарами.
- украшения, мотивы, конструкции и статуэтки в ольмекском стиле.

Культура Тлатилько характеризуется существенно более высокой специализацией по сравнению с более ранними культурами, в частности, более сложной структурой поселений, наличием специальных профессий и широким социальным расслоением. При данной культуре возникают центры-вождества Тлатилько и Тлапакойя.
В это же время наблюдается существенное расширение торговли на дальние расстояния. Предметами торговли были, в частности, железная руда, обсидиан и нефрит, что, с одной стороны, способствовало ольмекскому влиянию на данную культуру, а с другой, может объяснить находки керамики в тлатилькском стиле около г. Куаутла в штате Морелос, то есть в 150 км к югу от Тлатилько.

## Хронология
Кристина Нидербергер выявила две стадии (периода) в развитии данной культуры:
- стадия Айотла, 1250—1000 до н. э.
- стадия Манантиаль, 1000—800 до н. э.

На границе данных периодов, около 1000 до н. э., наблюдается резкое изменение в керамике: вместо фигурок одетых мужчин появляются фигурки обнажённых женщин, а иконография в ольмекском стиле приобретает местные черты, что, возможно, отражает изменения в религиозных представлениях или культовой практике.
После 800 г. характерные для данной культуры изделия больше не встречаются в археологических памятниках. К 700 г. до н. э. город Куикуилько стал наиболее крупным и сильным городом в долине Мехико и затмил прежние центры Тлатилько и Тлапакойя.